# Batalha de Tabsor
A Batalha de Tabsor, travada em 19 e 20 de setembro de 1918, fez parte da Batalha de Sarom, que juntamente com a batalha de Nablus, constituiu a Batalha de Megido, travada entre 19 e 25 de setembro, nos últimos meses da Campanha do Sinai e Palestina da Primeira Guerra Mundial.
Durante a Batalha de Tabsor, a 3.ª (Lahore) e 7.ª (Meerut) divisões de infantaria indianas e a 75.ª Divisão britânica atacaram as forças entrincheiradas do Oitavo Exército otomano que defendiam Tabsor. Estas defesas situavam-se na secção central da linha da frente atribuída ao Corpo XXI britânico, do qual fazem parte as divisões atacantes. À sua esquerda foi travada a Batalha de Tulcarém e à direita a Batalha de Arara. Juntamente com a fase de cavalaria, estas batalhas formaram a Batalha de Sarom.

## Descrição
A Batalha de Tabsor começou com uma intensa barragem de artilharia, durante a qual três divisões de infantaria do Corpo XXI da Força Expedicionária Egípcia atacaram as defesas de Tabsor, o único sistema contínuo de trincheira e reduto na linha da frente otomana. À medida que avançavam, o flanco esquerdo era protegido pela 60.ª Divisão, que avançou para norte ao longo da costa até Narel Falique, antes de capturar Tulcarém, o quartel-general do Oitavo Exército otomano. O flanco direito foi protegido pela 54.ª Divisão (East Anglian) e pelo Destacamento Francês da Palestina e da Síria na saliência de Rafat. Do lado otomano-alemão estavam quatro divisões do Oitavo Exército: a 7.ª, 20.ª e 46.ª divisões de infantaria otomanas e a 19.ª Divisão do Corpo da Ásia.
No fim do primeiro dia de combates, a 7.ª Divisão otomana tinha sucumbido e a linha da frente otomana (que anteriormente se estendia de leste para oeste até à costa), tinha sido empurrada e curvada na direção norte-sul. O Sétimo Exército otomano, posicionado mais atrás das linhas, foi forçado a retirar para guarnecer a nova linha da frente quando o Oitavo Exército foi flaqueado.